# HD104817
HD104817 — хімічно пекулярна зоря спектрального класу A2, що має видиму зоряну величину в смузі V приблизно  7,7.
Вона  розташована на відстані близько 405,2 світлових років від Сонця.